# Kill Me If You Can
Kill Me If You Can es un telefilme estadounidense de drama y biografía de 1977, dirigido por Buzz Kulik, escrito por John Gay, musicalizado por Bill Conti, en la fotografía estuvo Gerald Perry Finnerman y los protagonistas son Alan Alda, Talia Shire y John Hillerman, entre otros. Este largometraje fue producido por Columbia Pictures Television y se estrenó el 25 de septiembre de 1977.

## Sinopsis
La historia de Caryl Chessman, un violador que estuvo durante doce años en el corredor de la muerte, en California, hasta ser finalmente ajusticiado.